# Ricardo de la Espriella
Ricardo de La Espriella Toral (Ciudad de Panamá, Panamá, 5 de septiembre de 1934) es un economista y abogado panameño, que fue Presidente de la República Constitucional de Panamá desde el 31 de julio de 1982 al 13 de febrero de 1984, sustituyendo constitucionalmente al Presidente Arístides Royo Sánchez.
Fue gerente del Banco Nacional de Panamá, y en 1978 obtuvo el cargo de vicepresidente de la república, no obstante en 1982 el presidente Arístides Royo Sánchez fue forzado a dimitir el cargo bajo presiones de la cúpula militar que estaba al mando de Rubén Darío Paredes y Manuel Antonio Noriega, y así de La Espriella lo reemplazaría como Presidente Constitucional de la República.
No obstante a inicios de 1984, la cúpula militar se distanció y forzó su renuncia. De acuerdo a la Constitución de 1972, el vicepresidente Jorge Enrique Illueca Sibauste fue su reemplazo. 
En julio del año 2007 fue nombrado miembro de la Junta Directiva de la Autoridad del Canal de Panamá, entidad creada una vez la administración del Canal de Panamá pasó a manos del Estado panameño.
| Predecesor: Arístides Royo Sánchez | Presidente de Panamá 31 de julio de 1982 – 13 de febrero de 1984 | Sucesor: Jorge Enrique Illueca Sibauste |

- Datos: Q888903